# Frederick Chiluba
Frederick Jacob Titus Chiluba, född 30 april 1943 i Kitwe, död 18 juni 2011 i Lusaka, var en zambisk politiker. Han var landets president mellan 1991 till 2002.

## Biografi

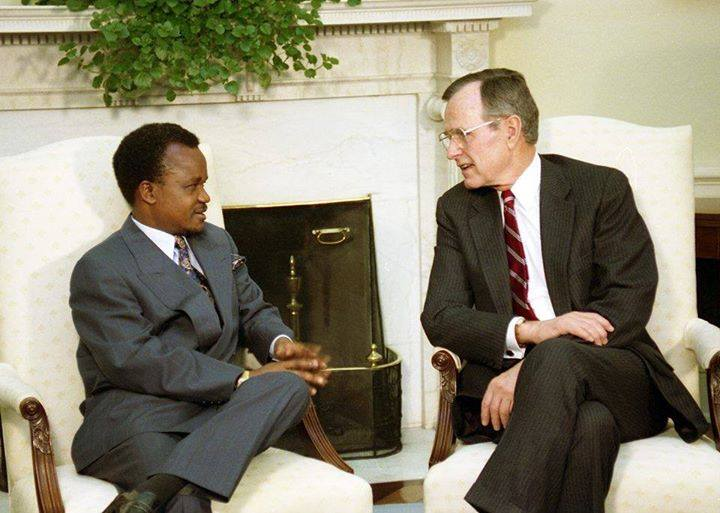
Frederick Chiluba med USA:s president George H.W. Bush i vita huset, februari 1992.

1990 var han med om att grunda Movement for Multiparty Democracy (MMD), en rörelse som krävde att enpartisystemet i landet skulle avskaffas. Man fick gehör för detta krav och verkade därefter som ett politiskt parti.
I 1991 års presidentval ställde han upp som MMD:s kandidat. Chiluba lyckades besegra landets mångårige ledare Kenneth Kaunda och tjänstgjorde som Zambias president fram till 2002, då han efterträddes av sin vicepresident Levy Mwanawasa.
Den 9 juli 2001 till den 2 januari 2002 var Chiluba även ordförande i den afrikanska enhetsorganisationen OAU. Chiluba avled hastigt i en hjärtattack den 18 juni 2011.